# Forte dei Marmi
Forte dei Marmi je italská obec a přímořské letovisko v oblasti Toskánsko v provincii Lucca na pobřeží regionu Versilia. Název („Mramorová pevnost“) odkazuje na pevnost uprostřed obce (Forte Lorenese, též „Il Fortino“) a na mramor (marmi) z Apuánských Alp, který se zde dříve nakládal na lodě na místním molu (pontile).

## Poloha
Obec leží na severu Toskánska na nížinném pobřeží Versilie mezi písečnými plážemi a úpatím Apuánských Alp. Místní části se jmenují Vittoria Apuana, Roma Imperiale, Caranna a Vaiana; obec je známá jako vyhledávané prázdninové středisko s vilovou zástavbou zejména v části Roma Imperiale.

## Dějiny

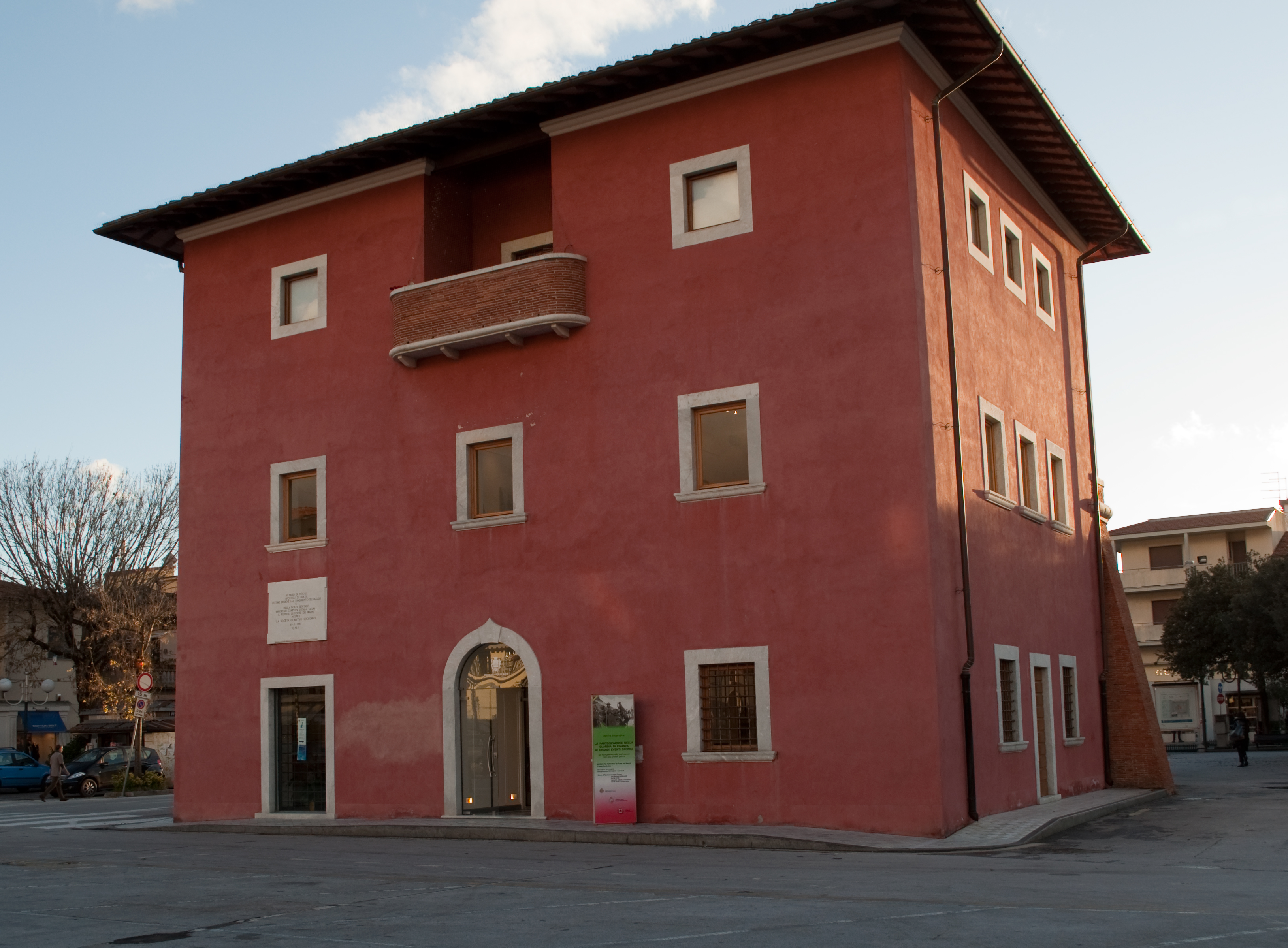
Pevnost Il Fortino od východu

Dominantou a symbolem obce je Forte Lorenese („Il Fortino“), pevnost budovaná na konci 18. století z podnětu Pietra Leopolda I. (pozdějšího císaře Leopolda II.) k posílení obrany a dohledu nad přístavním provozem a celnicí; projekt připravoval generál Federigo Barbolani a práce začaly roku 1785.
Historické molo (pontile) bylo postaveno v letech 1876–1877 podle projektu Giovanniho Costantiniho, aby usnadnilo nakládku mramorových bloků z Apuánských Alp; během druhé světové války bylo zničeno a po poválečné rekonstrukci slouží pro procházky a rekreaci. Má délku asi 275 m.

## Doprava
Obcí prochází dálnice A12. Nejbližší železniční stanice Forte dei Marmi–Seravezza–Querceta v sousední vesnici Querceta na Via Aurelia 351 leží na trati Janov–Pisa (obec Seravezza). K roku 2025 tu jezdí regionální spoje v síti regionu Toskánsko.

## Pamětihodnosti
- Forte Lorenese (Il Fortino), městská pevnost z konce 18. století, dnes místo výstav a akcí; stojí na náměstí Piazza Garibaldi.[3]
- Muzeum satiry a karikatury přímo v pevnosti Fortino.[7][8]
- Muzeum Uga Guidiho (MUG), dům-ateliér sochaře Uga Guidiho, sbírka zahrnuje stovky soch a kreseb.[9][10]
- Villa Bertelli, kulturní centrum (nadace založená obcí), dějiště výstav a koncertů; od roku 2024 sídlo muzea moderního umění „Quarto Platano“.[11]
- Farní kostel Sant'Ermete z 19. století, farnost je součástí pisánské arcidiecéze.

## Volný čas
Forte dei Marmi patří k roku 2025 mezi držitele ocenění Modrá vlajka (Bandiera Blu) za kvalitu koupacích vod a služeb na plážích.
V místní části u pobřeží se nachází historický taneční klub La Capannina, otevřený v srpnu 1929 Achillem Franceschim; podnik se stal proslulým místem setkávání umělců, podnikatelů a „versilské společnosti“ a funguje dodnes.
V obci také sídlí Hockey Club Forte dei Marmi (hokej na kolečkových bruslích), účastník nejvyšší italské soutěže (Serie A1).